# 1000-Dächer-Programm

Fotovoltaikanlage-1000-Dächer-PRG-Bremen

Das 1000-Dächer-Programm war ein von 1990 bis 1992 laufendes deutsches Subventionierungsprogramm mit dem Ziel, die Installation von Photovoltaik-Dachanlagen auf Wohnhäusern zu fördern.

## Geschichte
Im September 1990 wurde nach langem Drängen der Umweltbewegung, die auf das erfolgreiche Projekt „Megawatt“ (333 auf einzelnen Gebäuden installierten 3-kW-Dachanlagen) in Zürich verweisen konnten, vom Bund und von den Ländern das „1000-Dächer-Photovoltaik-Programm“ ausgerufen (s. Geschichte der Photovoltaik).
Ziel war laut dem damaligen Bundesministerium für Forschung und Technik die „Bewertung des bereits erreichten Standes der Technik“. Außerdem diente das Programm „zur Ableitung des noch erforderlichen Entwicklungsbedarfs bei netzgekoppelten Photovoltaikanlagen mit kleiner Leistung“. Im Juli 1991 wurde dieses Programm auch auf die neuen Bundesländer ausgedehnt.
Nach der Beendigung des 1000-Dächer-Programms im Jahr 1992 folgte eine Lücke in der Förderung von Photovoltaikanlagen. Viele kleine Unternehmen, besonders Handwerksbetriebe, die hier eine neue Chance gesehen hatten, gerieten in finanzielle Schwierigkeiten. Bis zum Start des 100.000-Dächer-Programms im Jahr 1999 erfolgten nur lokale Förderprogramme, die weitgehend unkoordiniert abliefen.

## Rahmenbedingungen
Gefördert wurden nur netzgebundene, auf Dächern von Ein- und Zweifamilienhäusern montierte Photovoltaikanlagen in der Größenordnung von 1 bis 5 kW Standardleistung.
Bund und Länder gewährten eine Förderung von 70 % der Anlagen- und Installationskosten. Die 70 % setzten sich zusammen aus 50 % Bund und 20 % Länder.
Jedes Bundesland erhielt eine Quote über die zulässige Höchstanzahl der zu fördernden Solaranlagen (z. B. Bremen = 80 Anlagen), von der jedoch nicht die volle Anzahl ausgeschöpft wurde (z. B. Bremen: nur 63 Anlagen errichtet).

## Förderbedingungen
Es wurden nur Anlagen deutscher Hersteller gefördert (auch wenn die Module im Ausland hergestellt wurden).
Die geförderten Anlagen mussten spätestens im Jahr 1993 ihren Betrieb aufnehmen.
Jede Anlage musste über drei Stromzähler/Leistungsmessgeräte verfügen:
- einen Erzeugungszähler für die direkte Ertragsmessung der Anlage,
- einen Einspeisezähler für die Einspeisung des Stroms in das Stromnetz
- einen Bezugszähler für die aus dem Netz bezogene Leistung.

Darüber hinaus mussten sich die Anlagenbetreiber verpflichten, fünf Jahre lang, monatlich die Zähler bis 1998 abzulesen und die Werte quartalsweise (also die Ablesungen von drei Monaten) an das Fraunhofer-Institut für Solare Energiesysteme (ISE) in Freiburg zu faxen. Die Teilnehmer erhielten auf diese Weise jährliche Ertragsergebnisse ihrer Photovoltaikanlagen zugeschickt.
Das Umweltinstitut Leipzig e.V. wurde im Rahmen dieses Programms beauftragt, eine soziologische Begleituntersuchung mit Befragungen der Anlagenbetreiber und der Installationsunternehmen durchzuführen. Die Teilnahme hieran war freiwillig. Die Ergebnisse wurden den Teilnehmern zugesandt.